# 有吉正徳
有吉正徳（ありよし まさのり 1957年 - ）は、日本の競馬評論家、新聞記者である。

## 人物
福岡県出身。東京農工大学農学部在学中に中日新聞東京本社発行の東京中日スポーツで競馬編集のアルバイトを担当
1982年、正社員として中日新聞東京本社入社。東京中日スポーツで中央競馬の記事を執筆後、1992年、朝日新聞東京本社に移籍。東日本向けの競馬の予想記事を執筆する傍ら、金曜日の夕刊にコラム「有吉正徳の競馬ウィークリー」を長期にわたり連載、2003年からの17年で延べ700回以上を執筆してきた。
また日本軽種馬協会の「JBISサーチ」にも、「第5コーナー～競馬余話～」というウェブ版のコラムを執筆している。このコラムをまとめた書籍「第5コーナー・競馬トリビア集」(ISBN 978-4-908655-17-3 )が、2020年9月発売された。